# David Gray (snooker)
Pour les articles homonymes, voir David Gray et Gray.
David Gray est un joueur de snooker anglais né le 9 février 1979 à Lower Morden.
Sa carrière est principalement marquée par un succès à l'Open d'Écosse en 2003, après avoir échoué en finale de ce même tournoi l'année précédente. En 2004, Gray est également finaliste perdant du championnat du Royaume-Uni. 

## Carrière sportive

### Débuts (1996-2001)
David Gray commence sa carrière professionnelle en 1996, alors qu'il n'est pas encore âgé de 18 ans. Il se qualifie pour son premier championnat du monde dès 1998, et tient tête à Alan McManus, 10e joueur mondial de l'époque. Plus tard cette année-là, Gray remporte le championnat Benson & Hedges, victoire qui lui ouvre les portes du prestigieux Masters de snooker. Il échoue cependant aux matchs de barrage, battu par le Thaïlandais James Wattana. 

### Révélation et meilleurs résultats en carrière (2002-2004)
L'Anglais se révèle davantage à l'Open d'Écosse 2002, lorsqu'il écarte plusieurs joueurs du top 16 mondial, dont les deux anciens champions du monde John Higgins et Stephen Hendry, pour rejoindre la finale. Il y subit toutefois une lourde défaite face à Stephen Lee, étant balayé sur le score de 9-2. Gray réitère lors de l'édition suivante du tournoi, ayant un parcours similaire à celui de l'an dernier. Cette fois, il parvient même à gagner le titre, après avoir battu le tout jeune Mark Selby (9-7). Cette victoire lui permet d'intégrer le top 16 du classement mondial, dans lequel il ne se maintiendra que pendant deux saisons. 
En 2004, profitant d'un tableau favorable, David Gray réalise sa meilleure performance au championnat du monde de snooker ; quart de finale,. C'est aussi en 2004 que l'Anglais dispute sa seule finale d'un tournoi majeur, au championnat du Royaume-Uni, finale qu'il perd lourdement face à Stephen Maguire (10 à 1). Par ailleurs, il réalise au cours du tournoi le 50e break royal de l'histoire. 

### Manque de confirmation et relégation (2005-2010)
Après sa finale à York, Gray ne parvient pas à confirmer ses bons résultats des saisons précédentes. Il dispute un dernier quart de finale au Grand Prix de 2005, puis entame une rapide descente au classement, qui aboutit, en 2010, à sa relégation dans les rangs amateur. Gray n'a jamais réussi à regagner sa place sur le grand circuit, malgré plusieurs tentatives, et n'a jamais annoncé officiellement sa retraite sportive.  

## Palmarès
| Légende | Catégorie                      | Titres                         | Finales                        |
|         | Tournois classés               | 1                              | 2                              |
|         | Tournois non classés           | 2                              | 0                              |
|         | Tournois amateurs              | 0                              | 2                              |
| Gras    | Tournois de la triple couronne | Tournois de la triple couronne | Tournois de la triple couronne |

### Titres
| Saison    | Nom du tournoi              | Lieu      | Finaliste   | Score | Tableau |
| 1996-1997 | Championnat de Merseyside   | Liverpool | Paul Sweeny | 5-2   |         |
| 1998-1999 | Championnat Benson & Hedges | Wembley   | Dave Harold | 9-6   |         |
| 2002-2003 | Open d'Écosse               | Édimbourg | Mark Selby  | 9-7   |         |

### Finales
| Saison    | Nom du tournoi                                   | Lieu     | Finaliste       | Score | Tableau |
| 1994      | Championnat du monde amateur des moins de 21 ans | Helsinki | Quinten Hann    | 10-11 |         |
| 1995      | Championnat d'Europe amateur                     | Belfast  | David Lilley    | 7-8   |         |
| 2001-2002 | Open d'Écosse                                    | Aberdeen | Stephen Lee     | 2-9   |         |
| 2004-2005 | Championnat du Royaume-Uni                       | York     | Stephen Maguire | 1-10  |         |